# Ken Norman
Kenneth Darnel Norman (Chicago, Illinois, 5 de septiembre de 1964) es un exjugador de baloncesto estadounidense que disputó 10 temporadas en la NBA. Con 2,03 metros de estatura, jugaba en la posición de alero. En su etapa universitaria fue elegido en dos ocasiones en el mejor quinteto de la Big Ten Conference.

## Trayectoria deportiva

### Universidad
Comenzó su andadura universitaria en el colegio universitario de Wabash Valley, donde en su única temporada promedió 20,4 puntos y 10,3 rebotes por partido. Esta actuación hizo que universidades más importantes se fijaran en él, siendo transferido a la Universidad de Illinois, donde tuvo que pasar un año en blanco debido a la normativa de transferencias de la NCAA. Se incorporó a la disciplina de los Fighting Illini en 1984, donde tras una primera temporada de acoplamiento al equipo, comenzó a destacar en la temporada 1985-1986, promediando 16,4 puntos y 7,1 rebotes, siendo incluido por primera vez en el mejor quinteto de la Big Ten Conference. Su consagración llegaría al año siguiente, en una temporada en la que promedió 20,7 puntos y 9,8 rebotes, repitiendo en el mejor quinteto de la conferencia y liderando la misma en el aspecto reboteador. Su excelente porcentaje de tiro, un 60,9 %, le mantiene en la actualidad en el sexto lugar de todos los tiempos de la Big Ten. Para rematar una excelente temporada, fue incluido en el segundo quinteto del All-American.
En el total de su trayectoria universitaria promedió 15,1 puntos y 6,9 rebotes por encuentro. En 2008 su camiseta con el número 33 fue retirada por la universidad como homenaje.

#### Estadísticas
| 1982-83               | Wabash Valley C.C.    | 35      | 60.5    |         | 67.3    | 0.9     | 1.5     | 10.3    | 2.3     | 20.4    |         |         |         |         |         |         |         |         |         |
| 1983-84               | Illinois              | No jugó | No jugó | No jugó | No jugó | No jugó | No jugó | No jugó | No jugó | No jugó | No jugó | No jugó | No jugó | No jugó | No jugó | No jugó | No jugó | No jugó | No jugó |
| 1984-85               | Illinois              | 29      | 63.2    |         | 66.3    | 0.3     | 0.6     | 3.7     | 0.9     | 7.8     |         |         |         |         |         |         |         |         |         |
| 1985-86               | Illinois              | 32      | 64.1    |         | 80.2    | 0.8     | 0.8     | 7.1     | 1.0     | 16.4    |         |         |         |         |         |         |         |         |         |
| 1986-87               | Illinois              | 31      | 57.8    | 25.0    | 72.7    | 1.2     | 1.5     | 9.8     | 2.2     | 20.7    |         |         |         |         |         |         |         |         |         |
| Totales en División I | Totales en División I | 92      | 60.9    | 25.0    | 73.6    | 0.8     | 1.0     | 6.9     | 1.4     | 15.1    |         |         |         |         |         |         |         |         |         |

### Profesional

#### Los Angeles Clippers (1987-1993)

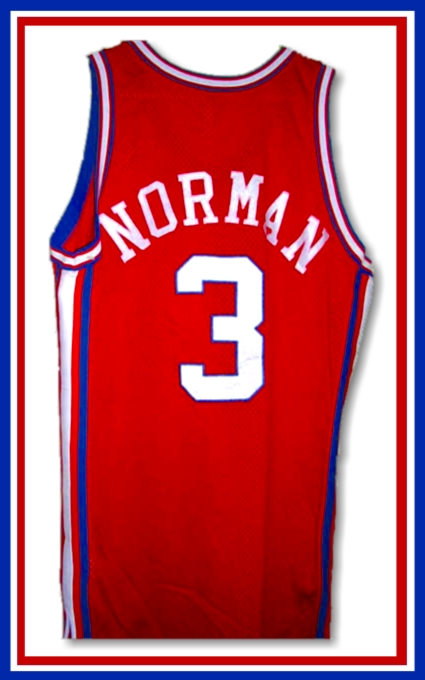
Camiseta de Norman con los Clippers.

Fue elegido en la decimonovena posición del Draft de la NBA de 1987 por Los Angeles Clippers. Comenzó saliendo desde el banquillo, pero poco a poco fue ganándose la confianza de su entrenador, Gene Shue, jugando como titular en 28 partidos del final de la temporada. Su mejor actuación se produjo en el mes de marzo, cuando consiguió 31 puntos, 9 rebotes y 4 asistencias en la derrota ante San Antonio Spurs.
La temporada 1988-89 sería a la postre su mejor campaña como profesional. Se asentó definitivamente como alero titular, acabando como líder del equipo en anotación con 18,1 puntos por partido, por delante de sus compañeros Danny Manning y Benoit Benjamin, a los que añadió 8,3 puntos y 3,5 asistencias. A pesar de su esfuerzo, el equipo acabó en última posición de la División Pacífico, siendo el equipo con el tercer peor balance de la liga, con tan solo 21 victorias. En el aspecto individual, Norman brilló en el partido que les enfrentó a Golden State Warriors en el mes de marzo, logrando 35 puntos y 20 rebotes. Curiosamente, 5 de sus 8 mejores marcas anotadoras de la temporada las consiguió ante los Warriors.
A pesar de no repetir las cifras del año anterior, en la temporada 1989-90 Norman se consolida en el quinteto inicial, volviendo a ser uno de los máximos anotadores y reboteadores de los Clippers, terminando con 16,1 puntos y 6,7 rebotes por partido, con 11 dobles-dobles incluidos. Al año siguiente comienza a alternar las apariciones en el cinco inicial con partidos en los que sale del banquillo, quedando relegado al mismo en la temporada 1991-92, hasta que la llegada a mitad de temporada de Larry Brown como entrenador de los Clippers le devuelve la confianza, volviendo a iniciar los partidos hasta el final de la misma, consiguiendo en el último mes de la fase regular unos esperanzadores 14,5 puntos y 10,1 rebotes en los 8 últimos encuentros.
Bajo la batuta de Brown, Norman consiguió en la temporada 1992-93 volver a ser uno de los más destacados del equipo, siendo el tercer mejor anotador tras Danny Manning y Ron Harper, promediando 15,0 puntos por partido, y el mejor reboteador, con 7,5 rechaces por noche. Consiguió además la respetable cifra de 23 dobles-dobles a lo largo de la temporada regular.

#### Milwaukee Bucks (1993-1994)
Tras acabar contrato con los Clippers, antes del comienzo de la temporada 1993-94 firmó como agente libre por 6 temporadas con Milwaukee Bucks, alegando motivos de proximidad a su hogar y económicos para justificar el cambio. Pero las cosas no le fueron demasiado bien en los Bucks, donde, a pesar de jugar como titular, sus promedios se quedaron en unos escasos 11,9 puntos y 6,1 rebotes por partido, defraudando las expectativas que el equipo tenía depositadas en él, siendo traspasado al acabar el año a Atlanta Hawks a cambio de Roy Hinson, y con una reducción considerable en sus emolumentos.

#### Atlanta Hawks (1994-1997)
En los Hawks tuvo que compartir minutos con Grant Long, saliendo la mayoría de las veces desde el banquillo. Su temporada no fue mala, promediando 12,7 puntos y 4,9 rebotes por partido, con grandes actuaciones, como la protagonizada en el mes de diciembre ante San Antonio Spurs, consiguiendo 32 puntos, 12 rebotes y 4 asistencias. Los Hawks consiguieron llegar a los playoffs, con la dirección en el banquillo de Lenny Wilkens, pero cayeron a las primeras de cambio ante Indiana Pacers por un contundente 3 a 0.
Desafortunadamente, al año siguiente comenzaron sus serios problemas con las lesiones. Tan solo pudo disputar 34 partidos a lo largo de toda la campaña, en los que sus estadísticas bajaron hasta los 8,9 puntos y 3,9 rebotes por encuentro. La mala racha continuó al año siguiente, lesionándose en el mes de diciembre, posteriormente en enero, y la definitiva en febrero, que hizo que fuera incluido en la lista de lesionados por última vez en su carrera deportiva. En los únicos 17 partidos que llegó a disputar en la temporada 1996-97 apenas promedió 3,8 puntos y 2,3 rebotes por noche, consiguiendo pasar de los 10 puntos tan solo en una ocasión, en el último partido que disputaría completo como profesional, el 5 de febrero de 1997 ante Phoenix Suns, en el que consiguió 16 puntos y 4 rebotes en 23 minutos de juego.
En el total de su trayectoria como profesional consiguió 13,5 puntos y 6,1 rebotes por encuentro.

## Estadísticas de su carrera en la NBA

### Temporada regular
| Temp.   | Edad | Equipo       | Liga | P   | TIT | MIN  | TC  | TCA  | %TC  | 3P  | 3PA | %3P  | TL  | TLA | %TL  | R.OF. | R.DEF. | REB | ASIS | ROB | TAP | PER | FP  | PTS  |
| 1987-88 | 23   | L.A.Clippers | NBA  | 66  | 28  | 21.7 | 3.7 | 7.6  | .482 | 0.0 | 0.2 | .000 | 1.3 | 2.6 | .512 | 1.5   | 2.5    | 4.0 | 1.2  | 0.7 | 0.5 | 1.6 | 1.9 | 8.6  |
| 1988-89 | 24   | L.A.Clippers | NBA  | 80  | 79  | 37.8 | 8.0 | 15.9 | .502 | 0.1 | 0.3 | .190 | 2.1 | 3.4 | .630 | 3.1   | 5.3    | 8.3 | 3.5  | 1.3 | 0.8 | 2.6 | 2.8 | 18.1 |
| 1989-90 | 25   | L.A.Clippers | NBA  | 70  | 64  | 33.3 | 6.9 | 13.6 | .510 | 0.1 | 0.2 | .438 | 2.2 | 3.5 | .632 | 2.0   | 4.7    | 6.7 | 2.3  | 1.1 | 0.8 | 2.7 | 2.8 | 16.1 |
| 1990-91 | 26   | L.A.Clippers | NBA  | 70  | 45  | 33.0 | 7.4 | 14.8 | .501 | 0.1 | 0.5 | .188 | 2.5 | 3.9 | .629 | 2.5   | 4.6    | 7.1 | 2.3  | 0.9 | 0.9 | 2.0 | 2.7 | 17.4 |
| 1991-92 | 27   | L.A.Clippers | NBA  | 77  | 24  | 26.1 | 5.2 | 10.7 | .490 | 0.1 | 0.4 | .143 | 1.6 | 2.9 | .535 | 2.1   | 3.8    | 5.8 | 1.6  | 0.7 | 0.9 | 1.3 | 1.9 | 12.1 |
| 1992-93 | 28   | L.A.Clippers | NBA  | 76  | 71  | 32.6 | 6.6 | 12.8 | .511 | 0.1 | 0.5 | .263 | 1.7 | 2.9 | .595 | 2.8   | 4.8    | 7.5 | 2.2  | 0.8 | 0.8 | 1.6 | 2.1 | 15.0 |
| 1993-94 | 29   | Milwaukee    | NBA  | 82  | 75  | 31.0 | 5.0 | 11.2 | .448 | 0.8 | 2.3 | .333 | 1.1 | 2.2 | .503 | 2.1   | 4.0    | 6.1 | 2.7  | 0.7 | 0.6 | 1.8 | 2.5 | 11.9 |
| 1994-95 | 30   | Atlanta      | NBA  | 74  | 27  | 25.4 | 5.2 | 11.6 | .453 | 1.3 | 3.9 | .344 | 0.9 | 1.9 | .457 | 1.4   | 3.5    | 4.9 | 1.3  | 0.5 | 0.3 | 1.3 | 2.1 | 12.7 |
| 1995-96 | 31   | Atlanta      | NBA  | 34  | 28  | 22.6 | 3.7 | 8.0  | .465 | 1.0 | 2.5 | .393 | 0.5 | 1.4 | .354 | 1.2   | 2.7    | 3.9 | 1.9  | 0.4 | 0.5 | 1.4 | 2.0 | 8.9  |
| 1996-97 | 32   | Atlanta      | NBA  | 17  | 0   | 12.9 | 1.6 | 5.5  | .287 | 0.4 | 2.2 | .158 | 0.2 | 0.7 | .333 | 0.5   | 1.8    | 2.3 | 0.7  | 0.4 | 0.2 | 1.1 | 1.0 | 3.8  |
| Total   |      |              | NBA  | 646 | 441 | 29.4 | 5.8 | 11.9 | .486 | 0.4 | 1.1 | .312 | 1.6 | 2.8 | .567 | 2.1   | 4.0    | 6.1 | 2.1  | 0.8 | 0.7 | 1.8 | 2.3 | 13.5 |

### Playoffs
| Temp.   | Edad | Equipo       | Liga | P  | MIN | TCA | TC  | 3PA | 3P | TLA | TL | R.OF. | REB | ASIS | ROB | TAP | PER | FP | PTS | %TC  | %3P  | %FT  | MIN  | PTS  | REB | AST |
| 1991-92 | 27   | L.A.Clippers | NBA  | 5  | 184 | 27  | 53  | 0   | 2  | 9   | 17 | 19    | 49  | 15   | 4   | 3   | 6   | 18 | 63  | .509 | .000 | .529 | 36.8 | 12.6 | 9.8 | 3.0 |
| 1992-93 | 28   | L.A.Clippers | NBA  | 5  | 164 | 25  | 67  | 3   | 8  | 11  | 22 | 14    | 41  | 12   | 4   | 0   | 1   | 8  | 64  | .373 | .375 | .500 | 32.8 | 12.8 | 8.2 | 2.4 |
| 1994-95 | 30   | Atlanta      | NBA  | 3  | 42  | 7   | 18  | 1   | 8  | 1   | 7  | 2     | 9   | 3    | 0   | 1   | 3   | 13 | 16  | .389 | .125 | .143 | 14.0 | 5.3  | 3.0 | 1.0 |
| Total   |      |              | NBA  | 13 | 390 | 59  | 138 | 4   | 18 | 21  | 46 | 35    | 99  | 30   | 8   | 4   | 10  | 39 | 143 | .428 | .222 | .457 | 30.0 | 11.0 | 7.6 | 2.3 |